# Vitbergsträsket, Norrbotten
Vitbergsträsket är en sjö i Bodens kommun i Norrbotten och ingår i Luleälvens huvudavrinningsområde. Sjön har en area på 1,85 kvadratkilometer och ligger 274,8 meter över havet. Sjön avvattnas av vattendraget Kvarnån.

## Delavrinningsområde
Vitbergsträsket ingår i det delavrinningsområde (733278-170993) som SMHI kallar för Utloppet av Vitbergsträsket. Medelhöjden är 279 meter över havet och ytan är 5,39 kvadratkilometer. Räknas de 15 avrinningsområdena uppströms in blir den ackumulerade arean 165,85 kvadratkilometer. Kvarnån som avvattnar avrinningsområdet har biflödesordning 3, vilket innebär att vattnet flödar genom totalt 3 vattendrag innan det når havet efter 125 kilometer. Avrinningsområdet består mestadels av skog (35 procent) och sankmarker (31 procent). Avrinningsområdet har 1,85 kvadratkilometer vattenytor vilket ger det en sjöprocent på 34,2 procent.